# Готс Роберт
Оте́ць Ро́берт Гайнц Готц (нім. Hotz Robert Heinz; нар. 26 вересня 1935 - пом. 26 жовтня 2021 р.) — громадянин Швейцарії, доктор теології. Директор східного відділення Інституту з питань світогляду. Ієромонах, єзуїт, журналіст, благодійник. Володіє шістьма мовами.

## Життєпис
Закінчив педагогічний факультет Цюрихського університету, Швейцарія (1956) — диплом педагогіки; вищу філософську школу Пулах / м. Мюнхен, Німеччина (1961) — ліценціат філософії; Вищу богословську школу м. Ліон, Франція (1968) — ліценціат теології, Католицький університет м. Ліон, Франція (1972) та доктор теології (1978). Доцент політології і русистики (1982–2000) Університету Санкт-Галлена (Швейцарія); викладач теології католицьких університетів Фрібурґа (Швейцарія) та Ліона (Франція).
У 1956 р. вступив до ордену єзуїтів.
З 1964 р. Роберт Готц займався міжнародною публіцистичною діяльністю, працював на радіо і телебаченні, був автором і редактором різноманітних наукових видань із літератури та теології, працював в якості журналіста на території колишнього Радянського Союзу, а 1996 року — в Польщі.
 1972–1989 роки — редактор журналу «Orientierung» Інституту з проблем світогляду м. Цюрих (Швейцарія).
 У 1991 році після розпаду Радянського Союзу швейцарський мальтійський орден запросив Р. Готца для організації допомоги в Західній Україні.
Почесний громадянин міста Львова (1998 р.) і доктор Honoris Causa Львівського медичного університету, Львівського національного медичного університету ім. Д. Галицького (1997 р.). Організатор і керівник доброчинної організації «Допомога для Західної України», яка упродовж 1994–2006 років надає фінансову, медичну та соціальну допомогу 50 медичним установам і соціальним закладам Львова та області.
Завдяки фінансовій допомозі Роберта Готса відреставрована Великолюбінська спеціалізована загальноосвітня школа-інтернат, яка розміщена у найстарішій будівлі селища — колишньому палаці барона Бруніцького.
Нагороджений орденом «За заслуги» III ступеня (Указ Президента України від 19 серпня 2006 «Про відзначення державними нагородами України громадян іноземних держав з нагоди 15-ї річниці незалежності України») — за вагомий особистий внесок у розвиток міжнародного співробітництва, зміцнення авторитету та позитивного іміджу України у світі, популяризацію її історичних і сучасних надбань.